# Џокер: Лудило у двоје
Џокер: Лудило у двоје (енгл. Joker: Folie à Deux) је амерички мјузикл психолошки трилер из 2024. године, режисера Тода Филипса, који је и написао сценарио заједно са Скотом Силвером. Наставак је филма Џокер (2019) и заснован је на истоименом лику DC Comics-а. Хоакин Финикс понавља главну улогу из претходног филма, док Лејди Гага игра Ли Квинзел. Споредне улоге у филму тумаче Брендан Глисон, Кетрин Кинер, Зази Биц, Стив Куган, Хари Лоути и Ли Гил.
Џокер је испрва замишљен као самостални филм, иако је студио Warner Bros. намеравао да путем њега започне филмску франшизу. Филипс је изразио своје интересовање за режију наставка, који је ушао у развој у јуну 2022. године. Филм је сниман у Њујорку, Лос Анђелесу и Белвилу у Њу Џерзију од децембра 2022. до априла 2023. године.
Филм је премијерно приказан 4. септембра 2024. на Филмском фестивалу у Венецији, док је 24. октобра објављен у америчким биоскопима. Наишао је на негативне реакције критичара.

## Радња
У уводној анимираној секвенци, Џокера почиње да опонаша његова сенка, која се понаша насилно и која преузима његово место како би извела музичку нумеру у ТВ емисији, а затим га напушта на сцени пре него што три полицајца дођу и нападну га.
Артур Флек се налази у притвору у Државној болници Аркам, где чека суђење за злочине које је починио две године раније. Његова адвокаткиња, Маријан Стјуарт, планира да тврди како Артур пати од дисоцијативног поремећаја личности и да је његова личност Џокера одговорна за злочине. На музичкој терапији, Артур упознаје Харлин „Ли” Квинзел, која тврди да је одрасла у истом крају као и он, да је имала насилног оца који је погинуо у саобраћајној несрећи и да је завршила у затвору након што је запалила стан својих родитеља. Ли такође изражава дивљење према Џокеровим злочинима и личности.
Током једне филмске пројекције, Ли намерно изазива пожар. Њу и Артура хватају док покушавају да побегну, а Артур је смештен у самицу. Ли га посећује да му каже да је пуштена на слободу како би избегла његов утицај, али обећава да ће присуствовати његовом суђењу. Током интервјуа са телевизијским водитељем Педијем Мајерсом, Артур пева Ли преко ТВ екрана, продубљујући њену љубав према њему.
На дан суђења, помоћник окружног тужиоца Харви Дент изводи сведоке који одбацују Артурове тврдње о неурачунљивости. Током паузе, Маријан открива Артуру да је Ли заправо била студенткиња психијатрије која је одрасла у имућном крају града и да је њен отац, доктор, још увек жив. Штавише, она је добровољно била смештена у Аркам, сама се отпустила и никада није подметнула пожар у стану њених родитеља. Када се Артур суочи са Ли, она признаје да је лагала како би му се приближила, али му такође каже да је остала трудна након ноћи коју су провели заједно, као и да се уселила у његову стару зграду како би створила дом за њих двоје.
Следећег дана, на суђењу, Артур отпушта Маријан и одлучује да се брани сам. Након што је тужилац Дент извео Артуровог бившег сарадника Герија Падлса и комшиницу Софи Дамонд као сведоке, Артур, видно погођен Геријевим исказом, не износи одбрану. Међутим, током свог говора, он исмева чуваре из Аркама и наговештава да га малтретирају. По повратку у Аркам, главни чувар Џеки Саливан, уз два друга чувара, води Артура до тушева, где га туку и враћају у ћелију делимично голог. Рики, затвореник и Артуров пријатељ, вербално се сукобљава са чуварима, што доводи до тога да Џеки угуши Рикија.
Током завршне речи на суђењу следећег дана, очајни Артур се одриче своје личности Џокера и преузима пуну одговорност за своје поступке. Ли, бесна због тога, излази из суднице, а порота проглашава Артура кривим за убиство. Док се чита пресуда, аутомобил-бомба експлодира испред суднице, убијајући и повређујући многе присутне и тешко изобличавајући половину Дентовог лица. У хаосу, двојица следбеника помажу Артуру да побегне.
Артур лута улицама Готам Ситија и сусреће Ли испред његове старе зграде, али га она одбија због његовог одрицања од Џокер личности. Док одлази, полиција приводи Артура и враћа га у Аркам.
Следећег дана, млади затвореник прилази Артуру и почиње да му прича виц, након чега га више пута убоде ножем у стомак. Док Артур крвари до смрти, затвореник, хистерично се смејући, урезује осмех на сопственом лицу.

## Улоге
| Глумац         | Улога                 |
| -------------- | --------------------- |
| Хоакин Финикс  | Артур Флек / Џокер    |
| Лејди Гага     | Харлин „Ли” Квинзел   |
| Брендан Глисон | Џеки Саливан          |
| Кетрин Кинер   | Маријан Стјуарт       |
| Зази Биц       | Софи Дамонд           |
| Стив Куган     | Педи Мејерс           |
| Хари Лоути     | Харви Дент            |
| Ли Гил         | Гери Падлс            |
| Кен Лонг       | др Виктор Лу          |
| Џејкоб Лофланд | Рики Мелајн           |
| Бил Смитрович  | судија Херман Ротвакс |